# 角間町
角間町（かくままち）は、石川県金沢市の町名。旧加賀国河北郡金浦郷角間村、同郡金浦村字角間、同郡浅川村字角間。住居表示は未実施。また、本町と関わりの深い角間新町（かくましんまち）についても記述する。

## 地理
金沢市の東部、医王山麓に位置する。西で若松町、北で牧町・小二又町、東で田島町・清水町、南で田上町・戸室新保とそれぞれ接している。町域を石川県道・富山県道27号金沢井波線が横断する。
金沢大学角間キャンパスが所在している。

## 歴史
角間村の始まりは詳らかではないが、1670年（寛文10年）の村御印には村高144石、免5ツ3歩、山役108匁、蝋役1匁と記録されている。

### 沿革
- 江戸期 - 加賀国河北郡金浦郷角間村が存在[7]。金浦組所属[8]。加賀藩領。
- 明治4年7月14日（1871年8月29日） - 廃藩置県により金沢県の管轄となる。
- 明治5年2月2日（1872年3月10日） - 金沢県が改称して石川県となる。
- 1889年（明治22年）4月1日 - 町村制施行により、金浦村発足。同村の字角間となる。
- 1907年（明治40年）8月10日 - 合併により、浅川村の大字となる。
- 1957年（昭和32年）4月5日 - 浅川村が金沢市に編入され、同市角間町となる。
- 1980年（昭和55年）11月17日 - 金沢大学の角間地区への総合移転が決定[9]。
- 1982年（昭和57年）12月25日 - 大学移転事業のため住民の集団移住が決定[10]。
- 1989年（平成元年）8月 - 第Ⅰ期総合移転開始[11]。
- 1995年（平成7年）5月31日 - 第Ⅰ期総合移転事業完成[12]。
- 2005年（平成17年） - 第Ⅱ期総合移転事業完成[13]。

## 地名の由来
加賀一揆衆が戦いに敗れた時に本願寺派の兵を「匿った」ことから「かくま」の地名が付けられたとされている。

## 世帯数と人口
2018年（平成30年）4月1日現在の世帯数と人口は以下の通りである。
| 町丁   | 世帯数  | 人口  |
| ------ | ------- | ----- |
| 角間町 | 149世帯 | 157人 |

## 小・中学校の学区
市立小・中学校に通う場合、学区は以下の通りとなる。
| 番・番地等 | 小学校             | 中学校             |
| ---------- | ------------------ | ------------------ |
| 全域       | 金沢市立田上小学校 | 金沢市立兼六中学校 |

## 町会
- 2015年現在、角間町に町会は存在しない。

## 施設
教育
- 金沢大学角間キャンパス

宗教
- 天理教梅路金沢分教会

## 交通

### バス
- 北鉄バス（北陸鉄道・北鉄金沢バス・北鉄白山バス）　金沢大学自然研前、金沢大学中央、金沢大学バス停
  - 93・94・97 金沢大学線
  - 53・96 西金沢線
  - 98 野々市金大線
  - 99 東金沢金大線
  - 市立病院線

金沢大学10時発までは金沢大学自然研前を経由しない。
- 加越能バス南砺〜金沢線　金沢大学中央バス停（金沢駅行は降車専用、南砺方面行は乗車専用）

### 道路
- 石川県道・富山県道27号金沢井波線
- 石川県道210号清水小坂線

## 角間新町

### 地理
角間町の西、牧野台に位置する。

### 歴史
- 1986年（昭和61年）- 牧野台土地区画整理事業完了[18]。
- 1988年（昭和63年）9月 - 角間新町の開町式を実施。

### 町域の変遷
| 実施後   | 実施年             | 実施前       |
| -------- | ------------------ | ------------ |
| 角間新町 | 1986年（昭和61年） | 若松町の一部 |

### 世帯数と人口
2018年（平成30年）4月1日現在の世帯数と人口は以下の通りである。
| 町丁     | 世帯数 | 人口 |
| -------- | ------ | ---- |
| 角間新町 | 21世帯 | 55人 |

### 小・中学校の学区
市立小・中学校に通う場合、学区は以下の通りとなる。
| 番・番地等 | 小学校               | 中学校             |
| ---------- | -------------------- | ------------------ |
| 全域       | 金沢市立杜の里小学校 | 金沢市立兼六中学校 |

### 町会
- 角間新町町会

### 施設
- 角間神社 - 角間町に鎮座していた八幡神社と大山津見神社を合祀して1987年8月、創立[19]。

### 交通

#### バス
- 北鉄バス（北陸鉄道・北鉄金沢バス・北鉄白山バス）　角間新町バス停
  - 金沢大学発着の全便が通る。
  - バス停自体は若松町に所在している。

## 註釈
1. 1 2  金沢市防災マップ　～校下（地区）別～ 金沢市役所、2015年6月8日閲覧。
2. ↑  人口統計ラボ 石川県金沢市角間町2015年6月4日閲覧。
3. 1 2 3 4  “町丁別人口・世帯数【改正後】”.   金沢市 (2018年4月1日). 2018年4月24日閲覧。
4. ↑  “郵便番号”.  日本郵便. 2018年4月24日閲覧。
5. 1 2  “市外局番の一覧”.   総務省. 2018年4月24日閲覧。
6. ↑  「角川日本地名大辞典」編纂委員会(編) 1981, p. 236.
7. ↑  石川県河北郡役所(編) 1920, p. 51.
8. ↑  石川県河北郡役所(編) 1920, p. 64.
9. ↑  金沢大学50年史編纂委員会(編) 2001, p. 718-720.
10. ↑  金沢大学50年史編纂委員会(編) 2001, p. 767.
11. ↑  金沢大学50年史編纂委員会(編) 2001, p. 780.
12. ↑  金沢大学50年史編纂委員会(編) 2001, p. 787.
13. ↑  金沢大学創基150年史編纂部会(編) 2012, p. 年表.
14. 1 2  “金沢市立小中学校通学区域一覧”.   金沢市. 2018年4月24日閲覧。
15. ↑  人口統計ラボ 石川県金沢市角間新町2015年6月8日閲覧。
16. ↑  “郵便番号”.  日本郵便. 2018年4月24日閲覧。
17. ↑  金沢の区画整理 2015 金沢市都市整備局市街地再生課、2015年6月14日閲覧。
18. ↑  金沢田上公民館(編) 1992, p. 68.